# Driving to Damascus
Driving to Damascus är rockgruppen Big Countrys tionde album från 1999. Det innehåller bland annat bandets sista singel "Perfect World". Albumet släpptes även i USA med bonuslåtar under namnet "John Wayne's Dream".

## Låtlista
1. Driving to Damascus
2. Dive Into Me
3. See You
4. Perfect World
5. Somebody Else
6. Fragile Thing
7. The President Slipped and Fell
8. Devil in the Eye
9. Trouble the Waters
10. Bella
11. Your Spirit to Me
12. Grace